# General Purpose Input/Output

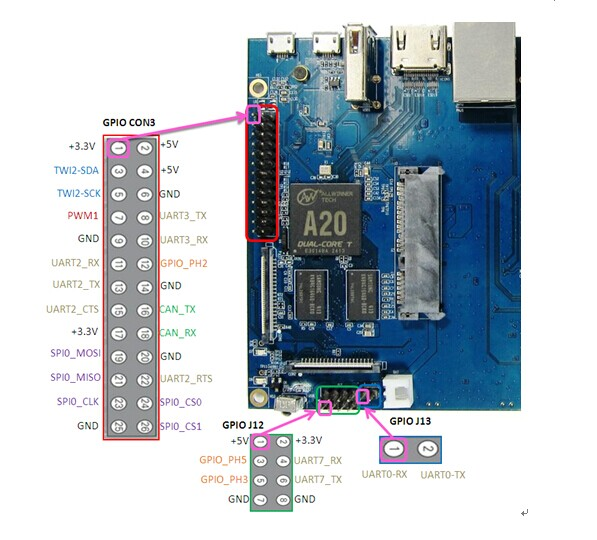
Microcontrolador (Banana Pi), com portas programáveis (GPIO).

General Purpose Input/Output (GPIO) são portas programáveis de entrada e saída de dados utilizadas para prover uma interface entre os periféricos e os microcontroladores/microprocessadores.
Muitas vezes são desenvolvidos sistemas baseados em um CI, e é necessário portas de sinalização extra, que não estão disponíveis por padrão no CI. Como as portas GPIO não têm função definida e, por padrão não são usadas, é possível usá-las para prover essa sinalização.

## Aplicações
GPIOs são usados em:
- Circuito integrado, System-on-a-chip, hardware customizado e/ou embarcado, Dispositivo lógico programável (e.g. FPGAs)